# Premis de la literatura catalana
Els premis de la literatura catalana, o premis literaris catalans, són guardons literaris que s'atorguen a la literatura catalana, això és, a obres escrites en llengua catalana.
Es diferencien dels Jocs Florals perquè són atorgats a obres i no a composicions o fragments. Com a antecedent, podem esmentar el Premi Fastenrath que els Jocs Florals de Barcelona, ja des de la segona dècada del segle xix, concedeixen a un llibre de poesia o a una novel·la.

## Primers premis
El primer premi literari català donat a un llibre fou el Joan Crexells, en memòria del filòsof, de novel·la en català (instituït l'any 1928). L'èxit d'aquest premi i el moment favorable que per a la promoció de la literatura catalana representà el període autonòmic republicà esperonaren les convocatòries del Joaquim Folguera (1932), de poesia; de l'Ignasi Iglésias (1932), de teatre; del Joan Maragall (1936), d'assaig; del Narcís Oller (1937), de contes, Valentí Almirall (1937), de periodisme; el del Teatre Català de la Comèdia (1938), gran part dels quals foren patrocinats per la Conselleria de Cultura de la Generalitat.

## Els premis durant el franquisme
Amb la fi de la Guerra Civil espanyola i la repressió franquista es traslladaren alguns d'aquests premis dins els Jocs Florals de la Llengua Catalana, itinerants a l'exili; tot i que es mantingueren alguns premis efímers, alguns de forma clandestina com el Salvat-Papasseit, convocat per la revista Antologia (1947), i el Rosselló-Pòrcel (1948), per la revista Ariel; i tolerats els de la Parròquia de Cantonigròs (1944), convertits (1969) en les Festes Populars Pompeu Fabra.
El 1947, però, la tradició va renéixer, gràcies a l'Editorial Aymà, amb la convocatòria del Joanot Martorell (de fet, premi successor del Joan Crexells). El 1950 Josep Pedreira atorgà l'Óssa Menor de poesia (premi que esdevé des de 1959 en el Premi Carles Riba), i el de La Faràndula (1951), de teatre infantil, a Sabadell.
Entre els anys 1953 a 1959 es creen nous premis: l'editor Josep M. Cruzet convoca l'Aedos (1953) de biografia, el Víctor Català (1953) de contes (actualment, Mercè Rodoreda des de 1998), el Josep Yxart (1956) d'assaig o el Joan Santamaria (1956), de narració o teatre. El 1955 neix el Lletra d'Or, a l'obra més significativa de l'any (sense dotació econòmica). Alguns Ajuntaments també passaren a concedir premis: cal esmentar-ne el Ciutat de Palma, que ja des del 1958 concedí premis a obres en català.
Entre els anys seixanta i la fi del franquisme (1978) s'eixamplà el ventall amb temàtiques més diverses i amb distincions atorgades pels ens locals, institucions diverses. Es convoquen el Carles Riba (1959) (continuació de l'Óssa Menor), el Premi Sant Jordi de novel·la (1960) (continuació del Joanot Martorell), el Josep Maria de Sagarra (1963) de teatre, el Joaquim Ruyra (1963) de narrativa juvenil, el Josep Maria Folch i Torres (1963) de narrativa infantil i d'altres menys lligats amb la literatura (pedagogia, món del treball, religió, comunicació (televisió i ràdio), etc.), però amb un abast assagístic. Entretant, havia nascut el Joan Santamaria (1956), que alterna narrativa i teatre. El 1967 es convoquen els Premis Crítica de la revista Serra d'Or, sense cap recompensa econòmica. Edicions Destino concedeix el Premi Josep Pla de prosa (1968).
Els Premis Octubre (1973), patrocinats per la llibreria Editorial Tres i Quatre en diverses modalitats conserven, per les adversitats que ha d'afrontar la cultura en català al País Valencià, les connotacions civicopolítiques que havien tingut alguns premis literaris durant el franquisme, caràcter que va donar lloc a algunes polèmiques i que, des del 1977, recull més clarament el Premi d'Honor Jaume I.
També cal esmentar l'Ausiàs Marc (1959), de poesia; el Prudenci Bertrana (1968), el premi Xarxa (1978), d'assaig; el Francesc Eiximenis (1979), d'assaig religiós; el Vila de Perpinyà (1981); el Sant Joan (1981), etc.

## Recuperació democràtica
Al País Valencià els ja esmentats Premis Octubre integren els premis: l'Andròmina de narrativa, el Joan Fuster d'assaig i el Vicenç Andrés i Estellés de poesia. A Andorra es convoca el Carlemany (1994) de novel·la i, a Girona, el Prudenci Bertrana (1968) de novel·la, el Carles Rahola d'assaig i el Miquel de Palol (1978) de poesia, entre d'altres. A les terres de ponent, el Josep Vallverdú (1984) d'assaig i el Màrius Torres (1996) de poesia. Pel que fa a les Illes, actualment l'antic premi de novel·la Ciutat de Palma (1958) es denomina Llorenç Villalonga (1994) i, el de poesia, Joan Alcover (1994).

## L'actualitat dels premis de la literatura catalana
Segons dades recollides vers els anys 2000 i 2001, els premis literaris que es convoquen en català i aranès, i a Catalunya en castellà, en les seves diverses modalitats foren 1.249. La dotació econòmica dels premis en el seu conjunt ascendiren a més de 5.604.670 euros. D'aquests 833 són exclusivament per a obres en català, 353 admeten obres en català i altres llengües, restant-ne 2 per obres exclusivament en aranès i 50 en castellà. Agrupats els premis grans blocs, el grup més nombrós és el de premis de narrativa, 430, després el d'assaig i estudis, 338, i en tercer lloc el de poesia, 251.
Pel que fa a les entitats que convoquen els premis, les entitats privades sense finalitat de lucre i les entitats locals concentren més del 80% de les convocatòries de premis literaris. Prop de 200 premis comporten l'edició de l'original a càrrec de 94 editorials diferents. D'aquestes, destaquen Columna, amb 18 premis; Bromera, amb 14 i Proa, amb 12. Territorialment Catalunya acumula un 75% dels certàmens (el País Valencià un 14%). Per províncies, a Barcelona es concentren el 50% dels certàmens (627), i la segona província és Tarragona (146). Els ajuntaments amb més incidència són Barcelona (340), Madrid (52), Lleida (32), Girona (30), València i Terrassa (21), Reus (20).

## Dotació econòmica
El valor monetari dels premis ha anat creixent si bé encara es mantenen dos premis que no tenen dotació econòmica però que signifiquen un reconeixement a les obres ja publicades: els Premis Crítica de Serra d'Or (1967) per a traducció, teatre, assaig, poesia, literatura juvenil i novel·la, i el Lletra d'Or (1955). El premi Ramon Llull instituït el 1981 per Planeta establí la dotació més alta per a un premi en català.
| Nom del premi                                                    | Import del premi | Tipus  | Notes | Ref(s) |
| ---------------------------------------------------------------- | ---------------- | ------ | ----- | ------ |
| Premi de les Lletres Catalanes Ramon Llull                       | 60.000 €         | Llibre |       | [ 5 ]  |
| Premi Sant Jordi de novel·la                                     | 60.000 €         | Llibre |       | [ 6 ]  |
| Premi Proa de Novel·la                                           | 40.000 €         | Llibre |       | [ 7 ]  |
| Premi Prudenci Bertrana de novel·la                              | 30.000 €         | Llibre |       | [ 8 ]  |
| Premi Ciutat de Palma de novel·la                                | 26.000 €         | Llibre |       | [ 9 ]  |
| Premi Òmnium a la millor novel·la de l'any                       | 20.000 €         | Llibre |       | [ 10 ] |
| Premi d'Honor de les Lletres Catalanes                           | 20.000 €         | Autor  |       | [ 11 ] |
| Premi Ciutat de Palma-Joan Alcover de Poesia en Català           | 12.000 €         | Llibre |       | [ 9 ]  |
| Premi Josep Pla de narrativa                                     | 10.000 €         | Llibre |       | [ 12 ] |
| Premi Andròmina de narrativa                                     | 10.000 €         | Llibre |       | [ 13 ] |
| Premi Fiter i Rossell                                            | 10.000 €         | Llibre |       | [ 14 ] |
| Premi Carlemany per al foment de la lectura                      | 8.500 €          | Llibre |       | [ 15 ] |
| Premi Nèstor Luján de novel·la històrica                         | 6.000 €          | Llibre |       | [ 16 ] |
| Premi Mercè Rodoreda de contes i narracions                      | 6.000 €          | Llibre |       | [ 17 ] |
| Premi Joan Fuster d'assaig                                       | 6.000 €          | Llibre |       | [ 13 ] |
| Premi Miquel de Palol de poesia                                  | 6.000 €          | Llibre |       | [ 8 ]  |
| Premi Carles Rahola d'assaig                                     | 6.000 €          | Llibre |       | [ 8 ]  |
| Premi Ramon Muntaner de literatura juvenil                       | 6.000 €          | Llibre |       | [ 8 ]  |
| Premi Aurora Bertrana                                            | 6.000 €          | Llibre |       | [ 8 ]  |
| Premi Carles Riba de poesia                                      | 5.000 €          | Llibre |       | [ 18 ] |
| Premi Vicent Andrés Estellés de poesia                           | 3.000 €          | Llibre |       | [ 13 ] |
| Premi Pere Capellà de teatre                                     | 3.000 €          | Llibre |       | [ 13 ] |
| Premi Joan Crexells de narrativa                                 | ? €              |        |       | [ 19 ] |
| Premi Sant Joan de narrativa                                     | ? €              |        |       | [ 20 ] |
| Premi Crítica Serra d'Or de Literatura i Assaig                  | ? €              |        |       |        |
| Premi Crítica Serra d'Or de Teatre                               | ? €              |        |       |        |
| Premi Crítica Serra d'Or de Literatura Infantil i Juvenil        | ? €              |        |       |        |
| Premi Josep Maria Folch i Torres de novel·les per a nois i noies | ? €              |        |       |        |
| Premi Joaquim Ruyra de narrativa juvenil                         | ? €              |        |       |        |